# Lengua (Orden de San Juan)
Las lenguas fueron las divisiones políticas en las que la Orden de San Juan de Jerusalén se organizó desde el siglo XIV hasta el XVIII. Se corresponden aproximadamente con las provincias que usaban otras órdenes religiosas. 
La organización de la orden sanjuanista en "lenguas" surgió a principios del siglo XIV, al tomar los Caballeros Hospitalarios posesión de Rodas. Las siete lenguas iniciales fueron: Provenza, Auvernia, Francia, Italia, Aragón (con los prioratos de Navarra, de Cataluña y la Castellanía de Amposta, además de los prioratos de Castilla y León y de Portugal), Inglaterra (con Escocia e Irlanda) y Alemania. En 1462, Castilla, León y Portugal se separan de la lengua de Aragón, formando la octava lengua. Durante un breve lapso de tiempo existió en el siglo XVIII una lengua propia para Baviera. A causa de la Reforma protestante, las lenguas inglesa y alemana se resintieron notablemente, lo que llevó a una reorganización en la que se redujo el número de lenguas.

## Organización hasta 1301
- Lengua de Provenza: Francia meridional, con grandes prioratos en Toulouse y Sant-Gilles.
- Lengua de Auvernia: Francia central, con Gran Priorato en Bourganeuf.
- Lengua de Francia: Francia septentrional, dividida en tres grandes prioratos.
- Lengua de Aragón: Península ibérica y Baleares, con grandes prioratos en Aragón, Cataluña, Navarra, Castellanía de Amposta, Castilla, León y Portugal.
- Lengua de Italia: Grandes prioratos de Messina, Barletta, Capua, Roma, Pisa, Milanesado y Venecia.
- Lengua de Inglaterra: Para el conjunto de las islas británicas, Gran Priorato de Inglaterra (incluyendo Escocia e Irlanda).
- Lengua de Alemania: Grandes prioratos de Bohemia, Alemania septentrional, Alemania meridional, Dacia (Transilvania), Valaquia, Moldavia, Suecia, Polonia y Hungría.

## A partir de 1462
- Lengua de Provenza: Francia meridional, grandes prioratos en Toulouse y Saint-Gilles.
- Lengua de Auvernia: Francia central, Gran Priorato en Bourganeuf.
- Lengua de Francia: Francia septentrional, tres grandes prioratos.
- Lengua de Aragón: Grandes prioratos de Aragón, Cataluña y Navarra, además de la Castellanía de Amposta.
- Lengua de Castilla: Grandes prioratos de Castilla, León y Portugal.
- Lengua de Italia: Grandes prioratos de Messina, Barletta, Capua, Roma, Pisa, Milanesado y Venecia.
- Lengua de Inglaterra: Para el conjunto de las islas británicas, Gran Priorato de Inglaterra (incluyendo Escocia e Irlanda).
- Lengua de Alemania: Grandes pioratos de Bohemia, Alemania septentrional, Alemania meridional, Dacia (Transilvania), Valaquia, Moldavia, Suecia, Polonia y Hungría.

## Albergues en La Valeta
Con la fundación de La Valeta el 28 de marzo de 1566, convirtiéndose en la nueva capital y sede de la Orden en Malta, se van construyendo edificaciones para albergar las instalaciones trasladadas desde Birgu, entre ellas, los albergues de las distintas  lenguas.
Los nuevos caballeros debían de permanecer, al menos cinco años, en su correspondiente albergue. Estos se encontraban cerca de las fortificaciones que le correspondían defender.
- Albergue de Castilla, León y Portugal. Lengua encargada de la administración y diplomacia de la Orden, siendo su líder el canciller de la misma. Su sede es ocupada actualmente por las oficinas del primer ministro de Malta.
- Albergue de Aragón. Lengua encargada del abastecimiento de la Orden. Su sede es hoy en día el Ministerio de Asuntos Europeos e Igualdad.
- Albergue de Italia. Lengua encargada de la marína, siendo su líder el Almirante de la Orden. Actualmente es el MUŻA, el Museo de Arte de Malta.
- Albergue de Auvernia. Lengua encargada de las fuerzas terrestres. El albergue, durante el Sitio de Malta en la Segunda Guerra Mundial, fue destruido por una bomba alemana. Tras el fin de la guerra se construyó un nuevo edificio albergando la Corte de justicia de Malta.
- Albergue de Francia. Lengua encargada del cuidado de los pobres y enfermos, siendo su líder el Gran Hospitalario. Al igual que el de Auvernia fue destruido durante la Segunda Guerra Mundial. Más adelante se levantó un edificio para albergar la sede del partido General Workers Union.

- Albergue de Alemania. Lengua encargada del mantenimiento de las fortificaciones. El albergue fue derribado para la construcción de la Procatedral de San Pablo.

- Albergue de Provenza. Lengua encargada del tesoro y del armamento, siendo su líder el encargado de las finanzas. Actualmente es la sede lde Museo Arqueológico Nacional.

- Albergue de Inglaterra y Baviera. Encargada de la caballería. El albergue de esta Lengua fue un palacio construido en el año 1696, siendo usado como albergue a partir del año 1784.